# 장루이 로데
장루리 로데(프랑스어: Jean-Louis Loday IPA: [ʒɑ̃ lwi lɔdɛ], 1946년 1월 12일 ~ 2012년 6월 6일)는 프랑스의 수학자이다. 순환 호몰로지를 연구하였으며, 라이프니츠 대수의 개념을 도입하였다.

## 생애
1946년 1월 12일에 낭트 서쪽의 해변에 위치한 작은 마을인 르풀리갱(프랑스어: Le Pouliguen, 브르타뉴어: Ar Poulgwenn)에서 태어났다. 로데의 아버지 루이 로데(프랑스어: Louis Loday)는 르풀리갱의 촌장(村長)이었다.
낭트에 있는 고등학교를 다녔으며, 1956년에 에콜 노르말 쉬페리외르에 입학하여 1969년에 졸업하였다. 이후 스트라스부르 대학교(舊 루이 파스퇴르 스트라스부르 제1 대학교, 프랑스어: Université Louis-Pasteur Strasbourg Ⅰ)에서 막스 카루비(프랑스어: Max Karoubi) 아래서 1975년에 대수적 K이론에 대한 논문으로 박사 학위를 수여받았다.
이후 스트라스부르 대학교의 수학 교수로 활동하였다.
로데는 간혹 기욤 빌리암 쟁빌(프랑스어: Guillaume William Zinbiel)이라는 필명을 사용하였는데, 여기서 “쟁빌”(프랑스어: Zinbiel)은 고트프리트 빌헬름 라이프니츠의 성 “라이프니츠”(독일어: Leibniz)의 철자를 뒤집은 것이며, “기욤 빌리암”(프랑스어: Guillaume William)은 라이프니츠의 이름 “빌헬름”(독일어: Wilhelm)의 프랑스어 및 영어 표기이다.
2012년 6월 6일에 라로슈쉬르용 서남쪽의 해변에 위치한 마을 레사블돌론(프랑스어: Les Sables-d’Olonne)의 근해(近海)에서 보트를 타다가 익사하였다.

## 저서
- Loday, Jean-Louis (1998). 《Cyclic homology》. Grundlehren der mathematischen Wissenschaften (영어) 301 2판. Springer-Verlag. doi:10.1007/978-3-662-11389-9. ISBN 978-3-642-08316-7. ISSN 0072-7830. MR 1217970. Zbl 0885.18007.
- Loday, Jean-Louis; Vallette, Bruno (2012). 《Algebraic operads》 (PDF). Grundlehren der Mathematischen Wissenschaften (영어) 346. Springer-Verlag. doi:10.1007/978-3-642-30362-3. ISBN 978-3-642-30361-6. ISSN 0072-7830. Zbl 1260.18001. 2011년 8월 23일에 원본 문서 (PDF)에서 보존된 문서. 2017년 7월 23일에 확인함.

## 같이 보기
- 호흐실트 호몰로지